# Elihu Menashe Black
Elihu Menashe Black (* 9. April 1921 in Polen als Elihu Menashe Blachowitz; † 3. Februar 1975 in New York) war ein US-amerikanischer Investment-Banker und Manager. Er war ab 1969 Chef der United Brands Company.
Sein Sohn Leon Black gründete 1990 das Investment- und Beteiligungsunternehmen Apollo Management.

## Leben
Black kam als Kind in die USA und war in Woodmere (New York) dreieinhalb Jahre Rabbi. Danach begann er bei der Investment-Bank Lehman Brothers zu arbeiten.
1954 wurde er zum Präsidenten der American Seal-Kap Company, die Verpackungsanlagen für Kunststoffflaschenverschlüsse herstellte. Black ließ das Unternehmen in AMK nach seiner Fernschreiberabkürzung umbenennen und machte es zur Holding. Er kaufte die John Morrell & Co. ein Unternehmen aus der Fleischverpackungsindustrie.
1969 erwarb er die United Fruit Company. Er erkannte erst nach dem Erwerb eine niedrigere Kapitaldecke des Unternehmens, als er angenommen hatte. Er ließ United Fruit Company, in United Brands Company umbenennen. Im Oktober 1973 erhöhte die Opec konzertiert die Ölpreise und im September 1974 zerstörte Hurrikan Fifi-Orlene in Honduras viele Bananenplantagen.
Am Morgen des 3. Februar 1975, fuhr Black in sein Büro in der 44. Etage des Pan Am Building in Manhattan, zog die Gardine auf, zertrümmerte mit seinem Aktenkoffer das Fenster und stürzte sich auf die Park Avenue. Der Selbstmord war Vorlage für den Film Hudsucker – Der große Sprung.
Als die United States Securities and Exchange Commission den Sturz untersuchte, deckte sie auf, dass er Bestechungsgeld in Höhe von 1,25 Millionen USD an Oswaldo López Arellano, den damaligen Staatspräsidenten von Honduras aus Reptilienfonds nicht in der Bilanz der United Brands ausgewiesen hatte. Der Vorgang wurde in der Presse als Bananagate bezeichnet. Das Geld war auf ein Schweizer Bankkonto angewiesen worden. Das Konto war durch den honduranischen Wirtschaftsminister, José Abraham Bennaton Ramos, eröffnet worden. Dafür wurde die vom Parlament beschlossene Erhöhung der Exportsteuer für United Brands Company nicht umgesetzt. Durch die reduzierte Steuer an den Staat von Honduras sparte die United Brands Company etwa 7,5 Millionen USD.
Weitere Recherchen zeigten, dass die United Brands Company Anfang der 1970er weitere 0,75 Millionen USD Bestechungsgeld an einen europäischen Beamten gezahlt hatte und damit Beschränkungen des
Bananenexports der United Brands Company abgewendet werden konnten.